# Jan Schütte
Jan Schütte (Mannheim, 26 de junho de 1957) é um cineasta e roteirista alemão.